# 南六鄉
南六鄉（日语：／ Minami-rokugō */?）是東京都大田區的町。現行行政地名為南六鄉一丁目至南六鄉三丁目。2013年8月1日為止的人口有17,444人。

## 地理
位於東京都大田區東南部。北鄰大田區南蒲田。東北接大田區萩中。東連大田區本羽田。南至多摩川，接神奈川縣川崎市。西與西北通大田區東六鄉。町內主要為住宅與工廠。多摩川沿岸可見公寓大樓。

## 歷史
1937年（昭和12年）六鄉町、雜色町各一部分成立南六鄉。1966年（昭和41年）實施住居表示。

### 地名由來
位在東六鄉南側，為區別而加上「南」字。

## 交通
町域內沒有鐵路車站、西方有京急本線雜色站與六鄉土手站，另可利用蒲田站出發的巴士路線。

## 設施
- 關西塗料東京事業所
- 理研科技（リケンテクノス）
- 大田區立南六鄉公園
- 寶泉寺
- 大田區立南六鄉中學校
- 大田區南六鄉小學校
- 大田區立六鄉小學校
- 六鄉神社
- 六乡水门

## 備註
1. ↑  .   [2013-08-26]. （原始内容存档于2014-02-18）.